# コチュビンスケ
コチュビンスケ（ウクライナ語: Коцюбинське、英: Kotsiubynske）は、ウクライナのキーウ州ブチャ地区の都市型集落であり、フロマーダである。この地方自治体はキーウ州境線の外に位置し、キーウ特別市のスヴィアトシン地区に囲まれた飛び地である。人口は17,249人（2021年推定）。

## 歴史
1900年にキーウ - コーヴェリ間の鉄道建設（1897-1903）の際に、フートル・ベルコベッツ（Berkovets）として集落が始まったと見受けられる。フートルは、ビリチ森林の地元森林保護官の住居である1世帯の入植地で成り立っていた。集落は国有地のキーウ＝ポジール管理局管轄の一部であった。
1903年にはフートル近辺に後にビリチ鉄道駅と変容する通過ループ が敷設され、鉄道駅は5キロメートル離れたビリチ村に由来して命名されたと考えられている。
1932年には周辺の森林に戦車演習場が作られることになり、フートル・ベルコベッツの住民は家を解体してどこかへ移住するように命じられた。退去命令を拒んだ者は兵士によって集められ、ビリチ駅へ連れて行かれた。その後、住民たちはビリチ駅周辺に住み着いた。
1939年の国勢調査ではベルコベッツの住民は1,091人となっていた。
1941年2月11日、フートル・ベルコベッツはコチュビンスケとして都市型集落の地位を与えられた。集落の名はウクライナの著名な作家であるミハイル・コチュビンスキーに敬意を示してあやかった。

## 2020年地方自治体行政区画改編
コチュビンスケは、地理的にはキーウ特別市に四方を囲まれていたが、行政的にはキーウ州の飛び地で、地方行政手続きは8キロメートル以上離れた同州のイルピン市で行われると定められていた。
2020年7月の地方自治体行政区画改編時にコチュビンスケとイルピンはキーウ州のブチャ地区に編入され、同地区の行政中心地はブチャ市と制定されたため、コチュビンスケはイルピン市下の地方自治体ではなくなった。なお、コチュビンスケからブチャの距離はイルピンよりさらに離れている。

## 人口統計
2001年の村の民族構成は以下の通りである。
- ウクライナ人：70%
- ロシア人：26%

### 人口
| 1959年  | 1970年  | 1979年  | 1989年  | 2001年   | 2018年   |
| ------- | ------- | ------- | ------- | -------- | -------- |
| 5,709人 | 7,388人 | 7,632人 | 9,712人 | 13,982人 | 15,851人 |

### 言語別
| 年   | ウクライナ語 | ロシア語 |
| ---- | ------------ | -------- |
| 2001 | 93,66 %      | 5,96 %   |

## 著名人
- en:Maksym Rydzanych - 志願兵で、ロシア・ウクライナ紛争で従軍した。2015年3月20日、 ドネツィク空港近郊での衝突中に仲間を援護しようとし、ロシアの妨害工作員に待ち伏せされ戦死した[9]。コチュビンスケで生まれ、コチュビンスケで埋葬された。